# Змієвський Сергій Олександрович
Сергій Олександрович Змієвський (нар. 17 січня 1999) — український футболіст, півзахисник «Васта».

## Клубна кар'єра
Вихованець миколаївської ДЮСШ-3. Дорослу футбольну кар'єру розпочав у 2017 році в складі ФК «Баштанка» з чемпіонату Миколаївської області. Напередодні старту сезону 2017/18 років перейшов до «Миколаєва-2», у футболці якого дебютував 5 серпня 2017 року в програному (0:3) виїзного поєдинку 4-го туру групи «Б» Другої ліги України проти «Нікополя». Сергій вийшов на поле на 88-й хвилині, замінивши Василя Пасічника.